# María Luisa Navarro Margati
María Luisa Navarro Margati (Marsella, França, 24 de maig de 1885 – Buenos Aires, 9 de desembre de 1948) va ser una pedagoga espanyola, defensora dels drets de les dones, traductora i escriptora que va ocupar la presidència de l'Agrupació Femenina Republicana.

## Formació i carrera professional
Nasqué a França, on la seva família d'origen gadità s'havia exiliat –per les simpaties del seu pare, oficial de l'Armada, per la Primera República–, però en l'adolescència va tornar a instal·lar-se a Cadis, on ella va iniciar els estudis de batxillerat. Els completaria més tard a Madrid, a la «Asociación para la Enseñanza de la Mujer», institució pionera en la integració de les dones en l'educació, d'orientació krausista, que trencava estereotips de l'època. Continuà els estudis a l'Escola d'Estudis Superiors de Magisteri de Madrid el 1909, on es graduaria el 1912 amb el número 6 de la primera promoció. Allà fou alumna d'Ortega y Gasset, Domingo Barnes o Lluís de Zulueta, i companya de Maria de Maeztu, Gloria Giner de los Ríos o Lorenzo Luzuriaga Medina, amb qui es casaria posteriorment i compartiria projectes pedagògics, entre els quals la Revista de Pedagogia, publicació educativa durant la Segona República Espanyola.
El seu prestigi docent com a professora del Col·legi Nacional de Sordmuts i Cecs li va permetre viatjar becada per Europa i conèixer els mètodes pedagògics més innovadors, publicant obres especialitzades per a la seva atenció. Va obtenir una beca de la Junta per a l'Ampliació d'Estudis en dues ocasions, 1908 i 1930. María Luisa Navarro Margati fou becada amb la condició de pensionada, és a dir que se li atorgaven els permisos de sortida però no se li donava suport econòmic pel fet que comptava amb recursos propis per a això; mentre que Lorenzo Luzuriaga, el seu marit, en gaudia sense cap mena de restricció. En una d'aquestes ocasions l'estada tan sols va durar cinc mesos, ja que es va produir la declaració de la guerra europea, per la qual cosa el somni de María Luisa de treballar a l'Institut de Psicologia Experimental i de Paidología, dirigit per Brahan, i en el de Trüper, a Jena, per conèixer aspectes psicològics i tractaments educatius en la infància discapacitada, es van veure trencats.

## Obra
Com a assídua col·laboradora en premsa al llarg de les dècades dels anys vint i trenta, publicà les seves reflexions i coneixements, referits tant a temes educatius com de defensa de la dona, en la secció de Pedagogia i Instrucció Pública del diari El Sol, La Gaceta Literaria o el diari Informaciones.
Entre la seva obra publicada cal destacar la traducció de llibres com La educación de los niños: Pedagogía de Fenelón (1919), la recopilació de textos com Antología de Rousseau (1931), o la publicació de llibres d'autoria pròpia sobre l'educació de nens sordmuts, com els editats el 1921 i 1927. A més, al costat del seu marit, Lorenzo Luzuriaga, crearen el 1922 la Revista de Pedagogía, que s'editaria fins a 1936.

## Activisme polític i gestió educativa
Activa en l'àmbit polític i social, defensora dels drets de les dones i considerada com una figura rellevant del feminisme espanyol, va participar en la creació de la "Liga Femenina para la Paz" juntament amb Clara Campoamor i Matilde Huici, entre d'altres. També va formar part del Lyceum Club Femenino, on era responsable de la secció de Literatura i hi va oferir diverses conferències, alguna de les quals van ser recollides en premsa, com «Psicología de la adolescencia» o «Madres e hijos».
El 1931 assumeix el càrrec de la Presidència de la Agrupación Femenina Republicana. Entre els anys 1931 i 1934, per encàrrec del govern de la República, dirigeix la «Escuela del Hogar y Profesional de la Mujer».
El 1936, any en què és nomenada vocal del Consell Superior de Protecció de Menors, publica La enseñanza de la lectura y la escritura en la enseñanza primaria.

## Exili
Després de la guerra la família s'exilià a Gran Bretanya i posteriorment a Argentina. Va ser professora de Didàctica des de 1942 a 1944 a la Universitat de Tucumán i presidenta de la Comissió d'Ajuda al Español Demòcrata en el Exterior el 1946. Morí a Buenos Aires el 1947.